# 包银高速铁路
包银高速铁路，是一条建设中的高速铁路。是八纵八横高速铁路网中京兰通道的重要组成部分，是西北地区连接东北、华北地区的交通大动脉和经济大通道。线路位于内蒙古自治区及宁夏回族自治区境内，东起集包铁路包头站，向西沿既有包兰铁路通道新建双线，经由内蒙古自治区包头市、巴彦淖尔市、鄂尔多斯市、乌海市和宁夏回族自治区石嘴山市、银川市，引入银川站，由包头至惠农段、银川至惠农段和银川至巴彦浩特支线组成，正线线路全长630.276km，包括包头枢纽、临河地区、乌海地区、银川枢纽有关工程；其中包头至惠农段长度 420.196km，银川至惠农段长度100.08km（正线99.03km），银川至巴彦浩特支线长度111.05km。

## 历史
2018年6月29日，包银高速铁路银川至惠农段可研报告获国家发改委批复。8月3日，生态环境部批复《新建包头至银川高铁银川至惠农段环境影响报告书》。8月16日，包银高铁宁夏段正式开工建设。
2019年12月25日，国家发改委发布批复意见，正式同意新建包头至银川高铁包头至惠农段。
2020年8月19日，《新建包头至银川高铁包头至惠农段（含银川至巴彦浩特支线）环境影响报告书报批前公示》，线路详细走向和各车站规模、布置方案出炉。11月16日，包银铁路全线首个连续梁0号块在宁夏石嘴山市顺利浇筑，标志着包银铁路桥梁上部挂篮混凝土连续箱梁施工正式开始作业。
2021年5月26日，环评报告正式获得生态环境部批复。6月22日，包银高铁（宁夏段）石嘴山特大桥全线首孔支架现浇连续梁顺利浇筑完成。8月14日，惠银段沙湖站站房首层结构混凝土浇筑，标志着宁夏段站房工程进入主体施工阶段。9月17日，中国国家铁路集团公司会同内蒙古自治区人民政府、宁夏回族自治区人民政府联合签发包银高铁包头至惠农段、银川至巴彦浩特支线、包头至惠农段9座车站站房及相关工程、银巴支线巴彦浩特站、巴润别立站站房及相关工程的初步设计。包银高铁全部工程的初步设计均已获批。
2021年10月21日，启动包头至银川高铁包头至惠农段（含银川至巴彦浩特支线）建设动员大会召开。
2022年3月3日，包银高铁包头至临河5个标段全部开工。5月17日，内蒙古段全线首桩开钻，标志着内蒙古段主体工程正式开工建设。7月22日，巴彦浩特至银川支线举行开工动员大会。8月，包头至惠农段（含银川至巴彦浩特支线）内蒙古境内工程建设用地取得自然资源部正式批复。10月12日，内蒙古段首榀箱梁成功架设。12月5日，包头段首孔箱梁成功架设。
2023年6月5日，内蒙古段最长特大桥跨度最大连续梁，全线唯一一座长度超过10公里的高铁桥梁，跨昆都仑河特大桥（48＋80＋48）米连续梁顺利实现合龙。8月1日，惠农至银川段铺轨工程正式启动。8月8日，跨白彦花铁路专用线特大桥箱梁架设任务完成。11月9日，惠银段首条接触网导线成功架设，正式进入上部组网施工阶段。12月17日，宁夏段全线铺轨完成。
2024年10月1日，包银高铁惠农南至银川段开通运营。
2025年5月27日，包银高铁乌海黄河特大桥完成桥面系施工。
2025年7月25日，包银高铁开始进行逐级提速测试。